# Aristolochia caulialata
Aristolochia caulialata är en piprankeväxtart som beskrevs av Cheng Yih Wu och C.Y. Cheng & J.S. Ma. Aristolochia caulialata ingår i släktet piprankor, och familjen piprankeväxter. Inga underarter finns listade i Catalogue of Life.